# Gletscherwind
Der Gletscherwind gehört zu den katabatischen Winden, ist also ein kalter Fallwind. Er wird durch Luft verursacht, die dicht über einem Gletscher abkühlt. Da diese Kaltluft dichter ist als die Luft um den Gletscher herum, entsteht ein Luftdruckgradient und damit eine Druckgradientkraft. Die Luft strömt daher hangabwärts und kann dabei sehr hohe Windgeschwindigkeiten erreichen. Die Gletscherwinde besitzen meist keine große vertikale Ausdehnung; sie beeinflussen die Vegetation in ihrem Bereich sehr stark.
Besonders stark waren die Gletscherwinde in den Kaltzeiten, weil die enormen Eisflächen einen starken und richtungsstabilen Wind verursachten. Dieser nahm über den Gletschern Partikel auf und transportierte diese in deren vorgelagerten Bereich, wo sie zu Löss sedimentierten. Dieser wurde später oft zu einem landwirtschaftlich sehr ertragreichen Lössböden. Ein Teil der Lössgebiete ist vermutlich durch Gletscherwinde entstanden.